# Lavočkin La-200
Lavočkin La-200 bylo sovětské dvoumístné stíhací letadlo pro každé počasí. Byl to celokovový letoun s rozměrným trupem, šípovým křídlem a ocasními plochami, který byl vybaven vůbec prvním sovětským leteckým radiolokátorem RP-1 Izumrud. Pohon zajišťovaly dva proudové motory Klimov VK-1. Poprvé vzlétl 9. září 1949.
V polovině roku 1951 ho však osudově zasáhla změna strategické koncepce sovětského letectva, jež ho zařadila do nové role dálkového stíhače. Kvůli tomu musela být vyvinuta nová verze La-200B s výkonnějším radiolokátorem RP-2 Torij, výkonnějšími motory VK-1A a závěsy na přídavné nádrže. Výzbroj tvořily tři kanóny ráže 37 mm NS-37. Nový radiolokátor vyžadoval výrazně mohutnější kryt antény, což nakonec dostalo letoun na samé hranice jeho možností. Navíc La-200B nedokázal vyhovět požadavku na předepsaný dolet dálkového stíhače - 3500 km.
Proto byl postaven pouze jediný prototyp.

## Specifikace (La-200B)

### Technické údaje
- Posádka: 2
- Délka: 17,33 m
- Rozpětí: 12,95 m
- Výška:
- Plocha křídel: 40 m2
- Hmotnost (prázdný): 8 810 kg
- Hmotnost (naložen): 11 560 kg
- Maximální vzletová hmotnost: 16 244 kg
- Pohonná jednotka: 2 × proudový motor Klimov VK-1A, každý o tahu 30,7 kN

### Výkony
- Maximální rychlost: 1 030 km/h ve výšce 5 000 m
- Akční rádius: 960 km
- Přeletový dolet: 2 800 km
- Dostup: 14 200 m
- Stoupavost: 23,81 m/s
- Zátěž křídel: 289 kg/m2
- Tah/Hmotnost:

### Výzbroj
- 3x 37 mm kanón NS-37